# Czarna Carmen (film 1954)
Czarna Carmen (ang. Carmen Jones) – amerykański film z 1954 roku w reżyserii Ottona Premingera.

## Obsada
- Dorothy Dandridge jako Carmen Jones
- Harry Belafonte jako Joe
- Pearl Bailey jako Frankie
- Olga James jako Cindy Lou
- Joe Adams jako Husky Miller
- Brock Peters jako sierżant Brown
- Roy Glenn jako Rum Daniels
- Diahann Carroll jako Myrt